# Angela Travnik
Angela Travnik, geborene Perč, (* 24. Dezember 1887 in Ebriach; † 23. Dezember 1943 in Auschwitz) war eine slowenische Widerstandskämpferin aus Kärnten.
Angela Travnik war die Ehefrau des Bartholomäus Travnik. Angela Travnik wurde verhaftet, weil sie einem Partisanen Nahrungsmittel zukommen ließ. Sie kam zunächst mit ihrer Tochter Sabine ins KZ Ravensbrück und wurde danach ohne ihre Tochter ins KZ Auschwitz überstellt, von wo sie ihrer Tochter am 17. Oktober und 21. November 1943 Briefe in deutscher Sprache schreiben lassen konnte. Sie starb am 23. Dezember 1943 im KZ Auschwitz. Auf dem Friedhof bei der Kirche in Ebriach befindet sich eine Gedenktafel.
Ihre Tochter Justine heiratete den Schriftsteller Valentin Polanšek, den Sohn von Lukas Kogoi und Angela Polanšek, der die Geschichte der Ereignisse in seiner Heimat in der NS-Zeit in seinen Romanen verarbeitete. Angelas Tochter Pavla Travnik heiratete Urh Kelih aus Zell-Pfarre, der am 9. April 1943 von VGH-Richter Roland Freisler zum Tode verurteilt wurde.